# Jakob 1. af Skotland
Jakob 1. (engelsk: James I) (født juli 1394, død 21. februar 1437) var konge af Skotland fra 1406 til 1437.
Han var søn af sin forgænger kong Robert 3. og Anabella Drummond. Han besteg tronen ved sin fars død i 1406. 
Jakob 1. giftede sig i 1449 med Joan Beaufort. Han blev efterfulgt af sin søn Jakob 2.

## Eksterne links
- Wikimedia Commons har flere filer relateret til Jakob 1. af Skotland

| Jakob 1.Huset StuartFødt: juli 1394 Død: 21. februar 1437 |                             |                         |
| Titler som regent                                         |                             |                         |
| Foregående: Robert 3.                                     | Konge af Skotland 1406–1437 | Efterfølgende: Jakob 2. |